# ذخیره‌گاه طبیعی کویتنداغ
ذخیره‌گاه طبیعی کویتنداغ (به ترکمنی: Köýtendag goraghanasy، کؤیتنداغ قوْراغ‌حاناسؽ) در دامنه‌های جنوب غربی کوه‌های کویتن‌داغ در رشته کوه کوگیتانگ، در منتهی‌الیه جنوب غربی رشته کوه گیسار از سیستم کوهی پامیر-آلای قرار دارد. به‌طور کلی، در کمربندهای کوهستانی میانی و فوقانی در ارتفاعات ۹۰۰–۳۱۳۹ متر بالاتر از سطح دریا قرار دارد، که در نهایت به آیریبابا بلندترین قله ترکمنستان می‌رسد و شامل دریاچه‌های کارستی و غارها کتاکول، خورژومکول، گارلیک و چشمه‌های آب شیرین بولاکلی و کویتن می‌شود. منبع اصلی آب رودخانه کویندتاریا است. آب و هوا با توجه به ارتفاع، از خشک و گرم به معتدل و سرد با بارش سالانه تا ۳۵۰ میلی‌متر تغییر می‌کند و ۹۸۲ گونه در این منطقه زیست می‌کنند. همچنین شامل پناهگاه خواجه‌فیل، پناهگاه خواجه‌برج‌بلند، پناهگاه خواجه‌قراول و پناهگاه گارلیک می‌شود.